# Proteostrenia leda
Proteostrenia leda là một loài bướm đêm trong họ Geometridae.